# David Isaacs
David Isaacs (* 26. října 1949 New York) je americký scenárista a producent. Je autorem epizod seriálů M*A*S*H, Cheers, Frasier a Simpsonových společně s Kenem Levinem.
Isaacs se stal konzultantem a scenáristou televizního dramatu Mad Men na stanici AMC pro druhou sezónu tohoto seriálu. Za svou práci na druhé sezóně získal v únoru 2009 Cenu Sdružení amerických scenáristů za nejlepší dramatický seriál.
V současné době je profesorem a předsedou katedry scenáristiky na University of Southern California v Los Angeles, kde vyučuje komedie a scenáristiku.